# بيوس اندييفي
بيوس اندييفي (بالفرنسية: Pius N'Diefi)‏ (مواليد 5 يوليو 1975) هو لاعب كرة قدم. يلعب مع منتخب الكاميرون لكرة القدم. سبق له أن لعب في كأس العالم لكرة القدم مع منتخب بلاده.

## روابط خارجية
- بيوس اندييفي على موقع الاتحاد الدولي (مؤرشف)  (الإنجليزية)
- بيوس اندييفي على موقع قاعدة بيانات كرة القدم.إي يو (الإنجليزية)
- بيوس اندييفي على موقع ليكيب (الفرنسية)
- بيوس اندييفي على موقع ناشيونال فوتبول تيمز (الإنجليزية)
- بيوس اندييفي على موقع عالم كرة القدم.نت (الإنجليزية)
- بيوس اندييفي على موقع كووورة